# Тимірязєво (Багратіоновський район)
Тімірязєво (рос. Тимирязево) — селище Багратіоновського району, Калінінградської області Росії. Входить до складу Погранічного сільського поселення.
Населення — 19 осіб (2015 рік).